# José Sasía
José Francisco Sasía Lugo (27. december 1933 - 30. august 1996) var en uruguayansk fodboldspiller (angriber).
Sasía spillede 42 kampe og scorede 12 mål for det uruguayanske landshold. Han var en del af landets trup til både VM 1962 i Chile og VM 1966 i England. Derudover var han med til at vinde guld ved det sydamerikanske mesterskab i 1959.
På klubplan spillede Sasía størstedelen af sin karriere i hjemlandet, hvor han repræsenterede flere af de store Montevideo-klubber, heriblandt Peñarol, Nacional og Defensor Sporting.